# 針金

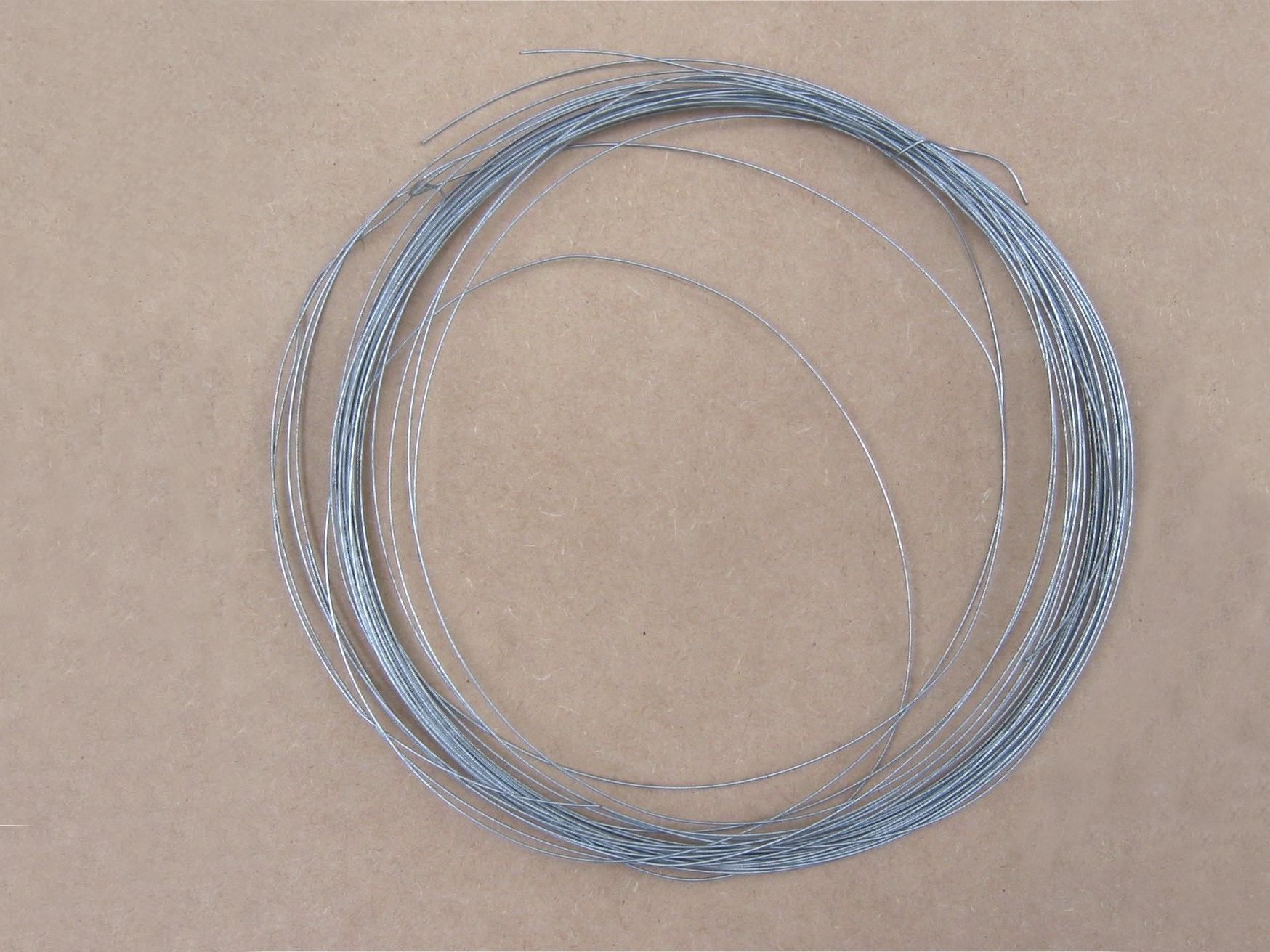
針金

針金（はりがね）とは、金属を細長く線状に延ばしたもので、おもにペンチやニッパーなどで切れる硬さと太さをもつものをいう。
太さは線径（線の直径）あるいは番手と呼ばれる数字（BWG,AWG）で表される。
材質は低炭素鋼、真鍮、銅、アルミニウム、金などがあり、それぞれ鉄線、真鍮線、銅線、アルミニウム線、金線などと呼ばれる。なお材質が高炭素鋼のものは針金とは区別され、ピアノ線や鋼線と呼ばれる。
ペンチなどで容易に曲げられるが、同じ箇所を何度も曲げると加工硬化で硬くなり、それをさらに繰り返すと折れる。
店舗ではループ状やらせん状で販売され、金属材料としては比較的安価である。
表面がビニールや紙などで被覆加工されたものもある。
純度の高い銅線は電線やアース線として使われることがある。詳しくは電線を参照。

## 用途

### 素材
加工され、2次製品、3次製品が製作される。針金は腐食しやすいため、樹脂等でコーティングされることも多い。
- 螺旋状に加工しコイル。
- 規則的に編んで金網。金網は土木建築、調理器具などに使われる。
- 成形加工し、衣類ハンガー。
- 糸と交えて編み、高強度の布。

### 資材
- 古代から屋根瓦の留め具として
- 園芸での利用。盆栽の整形。
- 粘土や樹脂の芯材
- 軽量成形物の重量調整材、重心位置調整材
- マスクの形状保持

### その他の用途
- ビニールタイやツイストテープ - 針金表面をビニールなどで加工したもので、食品袋の結束に使われる。
- モール - 細い針金を芯に、着色した繊維と別の針金を撚り合わせビロード状の毛羽を立てたもので、工作や手芸に使われる。

## 比喩
次のようなことがハリガネと喩えられる。カタカナ表記されることが多い。
- 痩せて細い体形。
- 茹で時間が極端に短い硬い麺。
- 鋭いこと。ハリガネシュート、ハリガネサーブなど。

## 事件・事故
2002年5月23日早朝6時半ごろ、秋田県秋田市で、バイクに乗った25歳の男性が、ワイヤーで首を切断し、ほぼ即死する事故が起きた。ワイヤーは、太さ7mm・全長18mで、暴走族などの進入を防止するために書店の駐車場の入口にあり、中央に「進入禁止」と書かれていた。